# 佩羅鱷
佩羅鱷（屬名：Peirosaurus）是中真鱷類佩羅鱷科的一屬，生存於白堊紀晚期的南美洲。
佩羅鱷的化石發現於巴西米納斯吉拉斯州的烏貝拉巴，屬於Marília組地層，地質年代相當於白堊紀晚期的馬斯垂克階晚期。化石包含一個部分頭顱骨、脊椎、數塊皮內成骨。阿根廷的Bajo de la Carpa組地層，也有發現佩羅鱷的化石。在1955年，這些化石被建立為新屬，模式種是Peirosaurus tormini。在1982年，許多生存於南方各大陸的史前鱷類，被建立為佩羅鱷科，模式屬是佩羅鱷。
佩羅鱷的齒列非常特徵，接近異齒型。前上頜骨牙齒呈圓錐狀，上頜骨、下頜後段牙齒有鋸齒狀邊緣。口鼻部的側向扁平。前上頜骨、上頜骨之間有凹處，當咬合時，下頜的大型牙齒會與上頜凹陷互相咬合。外鼻孔稍微朝上、朝前突出。背部鱗甲（皮內成骨）有低矮縱向稜脊，腹部鱗甲較小、表面缺少稜脊
烏貝拉巴鱷的化石也發現於巴西的烏貝拉巴，兩者互為近親。佩羅鱷、烏貝拉巴鱷有許多類似特徵，例如：類似的牙齒型態模式、前上頜骨有大型前突。烏貝拉巴鱷的口鼻部較狹窄，而佩羅鱷的口鼻部略寬。 

## 外部連結
- Peirosaurus （页面存档备份，存于） in the Paleobiology Database